# كونستانتين فون ديتزه
كونستانتين فون ديتزه (بالألمانية: Constantin von Dietze)‏ (و. 1891 – 1973 م) هو اقتصادي، وأستاذ جامعي، ومحامي ألماني، كان عضوًا في الاتحاد الديمقراطي المسيحي، توفي في فرايبورغ، عن عمر يناهز 82 عاماً.

## التعليم
تعلم في جامعة توبنغن، وتعلم في جامعة هاله، وتعلم في جامعة كامبريدج، وتعلم في جامعة فروتسواف
.

## جوائز
حصل على جوائز منها:

نيشان صليب قائد فرسان من رتبة استحقاق جمهورية ألمانيا الاتحادية

## روابط خارجية
- كونستانتين فون ديتزه على موقع مونزينجر (الألمانية)